# Alain Lévy (chef d'entreprise)
Alain Lévy est un dirigeant de l'industrie musicale. Il est né à Metz le 19 décembre 1946.
Il a été notamment président-directeur général de CBS France, PDG mondial de PolyGram (filiale discographique du groupe Philips), puis d'EMI Music.

## Biographie
Fils d'un avocat messin, Lévy étudie à l'École nationale supérieure des mines de Nancy dont il sort diplômé en 1970. Il obtient ensuite un MBA de la Wharton School de l'Université de Pennsylvanie en 1972.

## Carrière

### CBS 1972-1984
Lévy rejoint CBS Records International en 1972 et y reste jusqu'en 1984. Il commence sa carrière à New-York comme chef de cabinet au sein du bureau de Walter Yetnikoff (en), président de CBS Records International, avant de s'installer à Paris comme responsable de la production et de la logistique. En 1976, il est nommé vice-président du marketing pour l'Europe, puis responsable de la direction de CBS Italie. En 1979, il est promu PDG de CBS France. Chez CBS, on lui doit notamment d'avoir lancé les carrières de Francis Cabrel et de Jean-Jacques Goldman.

### PolyGram France 1984-1988
En 1984, Jan Timmer (ne), alors PDG de PolyGram, embauche Lévy pour diriger la filiale française de PolyGram (labels Polydor, Philips, Mercury et Barclay) qui est en difficulté. Durant sa présidence, Lévy redresse la filiale française qui redevient la plus grande maison de disques de France, avec une part de marché supérieure à 30 %.

### PolyGram Worldwide 1988-1998
En 1988, Lévy s'installe à Londres pour devenir vice-président exécutif de PolyGram, en charge des activités mondiales de marketing et d'édition musicale pour la musique pop.
En 1990, il mène les négociations pour le rachat d'Island Records et d'A&M Records, qui permettent à PolyGram d'intégrer des artistes à succès, tels que U2 et Sting. Il intègre A&M et Island au groupe, profitant de cette opportunité pour regrouper tous les labels au sein d'une seule société de distribution et y ajouter la vidéo. Outre son rôle marketing, il prend en charge la gestion des nouvelles opérations de PolyGram aux États-Unis, puis  réorganise PolyGram Records (États-Unis) pour en faire une nouvelle entreprise d'envergure : PolyGram Group Distribution, Inc. (PGD). PGD supervise les opérations de toutes les divisions américaines de PolyGram, notamment PolyGram Music Group, PolyGram Video, PolyMedia, PolyGram Special Markets, PolyGram Merchandising et Independent Label Sales. Cette année-là, PolyGram est introduite en bourse à Amsterdam et à New York pour une valorisation de 2 milliards de dollars. [citation nécessaire]
En 1991, Lévy est promu président-directeur général de PolyGram N.V. supervisant l'ensemble des activités commerciales et de divertissement de PolyGram à l'échelle internationale. Il passe les sept années suivantes à transformer le groupe de musique, principalement européen, en une force de divertissement mondiale.
En 1992, Lévy acquiert Motown et Def Jam, diversifiant ainsi davantage le catalogue musical de PolyGram. Il passe ensuite les années suivantes à consolider la stratégie musicale de l'entreprise : équilibre des opérations multinationales, investissement dans le contenu local, consolidation des opérations marketing mondiales et priorité donnée au profit plutôt qu'aux parts de marché.
Au milieu des années 1990, PolyGram est la plus rentable des majors de la musique et la première société de musique au monde.
À partir de 1992, après avoir constaté une stagnation progressive des ventes de musique, Lévy mène l'expansion de l'entreprise vers le cinéma avec la création de PolyGram Filmed Entertainment. PFE produit et distribue des films tels que Quatre mariages et un enterrement, Trainspotting, Bean, Fargo et La Dernière Marche. PolyGram Filmed Entertainment devient le plus grand studio européen, avec un chiffre d'affaires dépassant le milliard de dollars et une distribution dans 26 pays.
Avec l'importance croissante de PolyGram au sein du groupe Philips, Lévy siège de 1992 à 1998 au conseil d'administration de la multinationale néerlandaise. En 1996, Jan Timmer, le PDG de Philips, qui avait mis Lévy à la tête de PolyGram, quitte l'entreprise. Il est remplacé par Cor Boonstra (en) qui décide de recentrer Philips sur son activité principale de fabrication de matériels électroniques : cela conduit en 1998 au choix du groupe de se désengager de l'industrie du divertissement. PolyGram est vendu à Seagram pour près de 11 milliards de dollars. Lévy, qui est opposé à la cession de PolyGram, quitte l'entreprise.

### Investissements dans le numérique (1999-2001)
Après son départ de PolyGram, Lévy rejoint comme conseiller le cabinet McKinsey et réalise des investissements dans plusieurs sociétés de médias, principalement dans le secteur Internet.

### EMI Music (2001-2007)
En 2001, Lévy est nommé président-directeur général d'EMI Music Worldwide.
Durant les six premiers mois de son mandat, Lévy dirige la consolidation d'EMI et de Virgin Records en une seule entreprise, dotée de flux de contenu et d'une image de marque distincts, ce qui a permis de réaliser des économies de frais généraux de 250 millions de livres sterling par an. Il s'est ensuite concentré sur l'adaptation de la stratégie à l'évolution du numérique, faisant passer EMI d'une entreprise axée sur le contenu à une entreprise centrée sur le consommateur.
Au cours des années suivantes, Lévy a investi plus de 100 millions de livres sterling dans les technologies, tant au sein de l'entreprise qu'auprès du consommateur. EMI a été la première entreprise de médias à numériser ses contenus et à entamer des discussions et des négociations avec Apple concernant le lancement d'iTunes, tout en menant le débat sur la gestion des droits numériques.
Au cours de cette période, EMI a adopté la segmentation des consommateurs, des pratiques d'études de marché et des techniques de mesure des investissements dans ses opérations marketing. Elle a également mis en place une puissante stratégie marketing mondiale qui a soutenu le succès d'artistes principalement anglophones à l'échelle mondiale. Tout au long de cette transformation, l'entreprise a continué de se concentrer sur ses artistes et leur musique, accédant à une renommée internationale avec des artistes majeurs tels que Norah Jones, Coldplay et Keith Urban.

En 2006, au cours d'une conférence à la London Business School, Lévy surprend son audience en déclarant : 
« Le CD tel qu'il est aujourd'hui est mort. ».
Début 2007, EMI est vendue à Terra Firma et Lévy quitte l'entreprise.

### Depuis 2007
En 2008 et 2009, Lévy est conseiller principal de Banijay, une nouvelle entreprise qui acquiert des sociétés de production télévisuelle indépendantes du monde entier et les met en relation pour l'échange et l'adaptation de formats, avec le soutien des familles Arnaud, Agnelli et De Agostini.
En septembre 2013, il est nommé président exécutif d'Algean Group, un groupe de sociétés spécialisé dans le conseil en stratégie marketing, voyages et immobilier, spécialisé dans les nouveaux médias et les technologies. Parmi les sociétés membres d'Algean Group figurent : Omni Apico, Seez Travel, Algean Property, Private Events by Omni Apico et Quintessentially Hellas.

### Vie privée
En 1982, Alain Lévy épouse Mychèle Abraham (morte le 30 décembre 2017), animatrice sur Europe 1 durant les années 1970 et 1980. Il a six enfants.